# Scrambler
În telecomunicații, un scrambler este un dispozitiv care transpune sau inversează semnalele sau codifică în alt mod un mesaj din partea expeditorului pentru a face mesajul neinteligibil la un receptor care nu este echipat cu un dispozitiv de descramblare corespunzător, stabilit anterior.  
În timp ce criptarea se referă, de obicei, la operațiunile efectuate în domeniul digital, codarea se referă de obicei la operațiile efectuate în domeniul analogic. Modificarea semnalului se realizează prin adăugarea de componente la semnalul original sau prin schimbarea unei componente importante a semnalului original, pentru a face dificilă extragerea semnalului original.  
Exemple din cele menționate mai sus la urmă ar putea include eliminarea sau schimbarea impulsurilor de sincronizare verticale sau orizontale în semnalele de televiziune; televizoarele nu vor putea afișa o imagine dintr-un astfel de semnal.  
Unele scramblere moderne sunt de fapt dispozitive de criptare, numele rămânând datorită asemănărilor în uz, spre deosebire de funcționarea internă. 
În telecomunicații și înregistrări, un scrambler (numit și un randomizator) este un dispozitiv care manipulează un flux de date înainte de a fi transmis. Manipulările sunt inversate de către un descrambler la partea de primire. Scramblingul este utilizat pe scară largă în comunicații prin satelit, comunicații radio și modemuri PSTN. Un scrambler poate fi plasat chiar înaintea unui codec FEC sau poate fi plasat după FEC, chiar înainte de modulul sau codul de linie. Un scrambler în acest context nu are nimic de-a face cu criptarea, deoarece intenția nu este de a face mesajul neinteligibil, ci de a da datelor transmise proprietăți utile de inginerie. 
Un scrambler înlocuiește secvențe (denumite secvențe de albire) în alte secvențe, fără a elimina secvențele nedorite și, ca urmare, modifică probabilitatea de apariție a secvențelor nedorite. În mod clar, nu este rezistent, deoarece există secvențe de intrare care generează numai zerouri, toate sau alte secvențe de ieșire periodice nedorite.  
Un scrambler nu este, prin urmare, un substitut bun pentru un cod de linie, care, printr-o etapă de codificare, elimină secvențele nedorite. 

## Scopul scramblingului
Un scrambler (sau randomizator) poate fi și: 
1. Un algoritm care convertește un șir de intrări într-un șir de ieșiri aparent aleatoare de aceeași lungime (de exemplu, prin selectarea pseudo-aleatoare a biților pentru a inversa), evitând astfel secvențele lungi de biți de aceeași valoare; în acest context, un randomizator este, de asemenea, denumit un scrambler.
2. O sursă analogică sau digitală de biți de ieșire imprevizibili (de exemplu, de entropie ridicată), imparțiali și de obicei independenți (adică, aleatorii). Un generator cu adevărat "aleatoriu" poate fi utilizat pentru a alimenta un generator de numere aleatoare cu pseudo-aleator (mai practic) determinist, care extinde valoarea aleatoare.

Există două motive principale pentru utilizarea scramblerului: 
- Pentru a permite recuperarea exactă a sincronizării pe echipamentele receptorului fără a recurge la codarea liniei redundante. Acesta facilitează funcționarea unui circuit de recuperare a timpului (vezi de asemenea Recuperarea ceasului), un control automat al amplificării și alte circuite adaptive ale receptorului (eliminând secvențele lungi constând doar din '0' sau '1').
- Pentru dispersarea energiei pe suport, reducând interferența între semnalele de transport. Aceasta elimină dependența spectrului de putere al unui semnal de datele efective transmise, făcându-l mai dispersat pentru a îndeplini cerințele de densitate a puterii spectrale maxime (deoarece, dacă puterea este concentrată într-o bandă de frecvență îngustă, ea poate interfera cu canalele adiacente datorită intermodulării cunoscută și sub denumirea de modulare încrucișată) cauzată de non-liniaritățile tractului receptor).

Scramblerele sunt componente esențiale ale standardelor sistemului de nivel fizic, pe lângă codarea și modularea intercalate . Acestea sunt de obicei definite pe baza registrelor de schimbare liniară a feedback-ului (LFSR) datorită proprietăților statistice bune și ușurinței de implementare în hardware. 
Este obișnuit ca organele de standarde ale straturilor fizice să se refere la criptarea stratului inferior (stratul fizic și stratul de legătură ), ca și cum ar fi încurcarea. Acest lucru se poate întâmpla din cauză că mecanismele (tradiționale) utilizate se bazează și pe registrele de schimbare a feedback-ului.  
Unele standarde pentru televiziunea digitală, cum ar fi DVB-CA și MPE, se referă la criptarea la stratul de legătură ca fiind scrambling.

## Tipuri de scrambleri
- Aditivi (sincronizați)
- Multiplicatoare (auto-sincronizare)

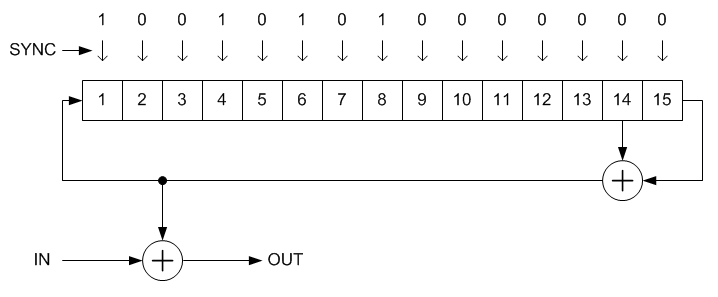
Un scrambler (descrambler) aditiv utilizat în DVB

Scramblerele aditive (acestea mai sunt denumite și sincron) transformă fluxul de date de intrare prin aplicarea unei secvențe binare pseudo-aleatoare (PRBS) (prin adăugarea modulo-două). Uneori se utilizează un PRBS pre-calculat stocat în memoria numai pentru citire, dar mai des este generat de un registru de deplasare liniar-feedback (LFSR). 
Pentru a asigura o funcționare sincronă a LFSR care transmite și primește (adică, scrambler și descrambler), trebuie folosit un cuvânt de sincronizare . 
Un cuvânt de sincronizare este un model care este plasat în fluxul de date prin intervale egale (adică în fiecare cadru ). Un receptor caută câteva cuvinte sincronizate în cadre adiacente și, prin urmare, determină locul în care LFSR trebuie reîncărcat cu o stare inițială prestabilită. 
Descramblerul de aditivi este exact același dispozitiv ca scramblerul de aditivi. 
Scramblerul / descramblerul aditiv este definit de polinomul lui LFSR (pentru scramblerul de pe imaginea de mai sus, este 1 + z-14 + z-15) și starea sa inițială. 

### Scramblere multiplicatoare (cu auto-sincronizare)

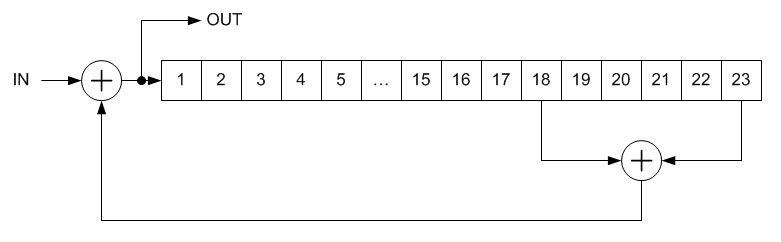
Un scrambler multiplicativ utilizat în recomandarea V.34

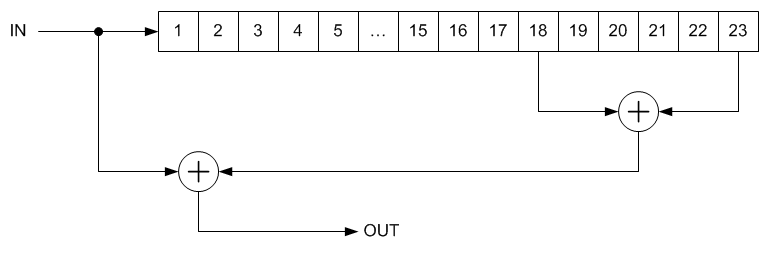
Un descrambler multiplicator utilizat în recomandarea V.34

Scramblere multiplicatoare (cunoscute și ca feed-through) sunt numite astfel deoarece efectuează o multiplicare a semnalului de intrare prin funcția de transfer a scramblerului în Transformata Z.                                 Acestea sunt sisteme liniare discrete de timp invariant. Un scrambler multiplicativ este recursiv, iar un descrambler multiplicator este nerecursiv.  
Spre deosebire de scramblerele aditive, scramblerele  multiplicatoare nu au nevoie de sincronizarea cadrelor, de aceea se numesc și auto-sincronizări. Scramblerul / descramblerul multiplicator este definit în mod similar printr-un polinom care este, de asemenea, o funcție de transfer a descramblerului.

### Comparație între scramblere
Scramblerele au anumite dezavantaje: 
- Ambele tipuri nu reușesc să genereze secvențe aleatorii în condițiile de intrare cele mai nefavorabile.
- Scramblerele multiplicative conduc la multiplicarea erorilor în timpul decodificării (adică o eroare cu un singur bit la intrarea descramblerului va duce la erori w la ieșirea lui, unde w este egal cu numărul de robinete de feedback ale scramblerului).
- Scramblerele aditive trebuie resetate de sincronizarea cadrului; dacă aceasta nu reușește, va rezulta o propagare masivă a erorilor, deoarece un cadru complet nu poate fi decodat.
- Lungimea efectivă a secvenței aleatoare a unui scrambler aditiv este limitată de lungimea cadrului, care este, în mod normal, mult mai scurtă decât perioada PRBS. Prin adăugarea de numere de cadre la sincronizarea cadrelor, este posibilă prelungirea lungimii secvenței aleatoare, prin modificarea secvenței aleatoare în funcție de numărul cadrului.

## Zgomot
Primii scrambleri de voce au fost inventați la Bell Labs, în perioada imediat înainte de Al Doilea Război Mondial. Aceste seturi au constat în dispozitive electronice care puteau mixa două semnale sau, alternativ, să scoată unul din ele. Cele două semnale au fost furnizate de un telefon și un player de înregistrare. A fost produsă o pereche de înregistrări corespunzătoare, fiecare conținând aceeași înregistrare a zgomotului.  
Înregistrarea a fost redată în telefon și semnalul mixt a fost trimis peste fir. Zgomotul a fost apoi scos la capătul îndepărtat folosind înregistrarea de potrivire, lăsând intact semnalul vocal original. Indiscreții ar auzi numai zgomotul, incapabili să înțeleagă vocea. 
Unul dintre aceștia, folosit (printre alte sarcini) pentru convorbirile telefonice dintre Winston Churchill și Franklin D. Roosevelt, a fost interceptat și descramblat de germani. Cel puțin un inginer german a lucrat la Bell Labs înainte de război și găsit o cale să descrambleze. Versiunile ulterioare au fost suficient de diferite, astfel încât echipa germană nu a mai reușit să le descopere. Versiunile anterioare erau cunoscute ca " A-3 " (de la AT &amp; T Corporation ). Un dispozitiv fără legătură numit SIGSALY a fost utilizat pentru comunicații de voce de nivel superior. 
Zgomotul a fost furnizat pe înregistrări de fonograme mari, realizate în perechi, expediate după necesități și distruse după utilizare. A funcționat, dar a fost extrem de ciudat. Numai obținerea sincronizării celor două înregistrări s-a dovedit dificilă. Tehnologia electronică de după război a făcut astfel de sisteme mult mai ușor de utilizat prin crearea zgomotului pseudo-aleator pe baza unui ton scurt de intrare. În timpul utilizării, apelantul reda un sunet în telefon, iar ambele unități scrambler ascultau apoi semnalul și se sincronizau cu acesta. Acest lucru a oferit o siguranță limitată, totuși, deoarece orice ascultător cu o cunoaștere de bază a circuitelor electronice putea produce adesea o mașină cu setări suficient de similare pentru a intra în comunicații. 

## Criptografic
Nevoia de a sincroniza scramblerele a fost aceea care i-a sugerat lui James H. Ellis ideea de criptare non-secretă, care în cele din urmă a condus la inventarea atât a algoritmului de criptare RSA, cât și a schimbului de chei Diffie-Hellman înainte de a fi reinventat public de către Rivest, Shamir și Adleman, sau de Diffie și Hellman. 
Scramblerele cele mai recente nu mai sunt scramblere în adevăratul sens al cuvântului, ci mai degrabă digitizatori combinați cu mașini de criptare. În aceste sisteme semnalul inițial este mai întâi convertit în formă digitală, iar apoi datele digitale sunt criptate și trimise. Folosind sisteme moderne cu cheie publică, aceste „scramblere” sunt mult mai sigure decât rudele lor analoage anterioare. Numai aceste tipuri de sisteme sunt considerate suficient de sigure pentru datele sensibile. 
Comutarea în inversarea vocii poate fi la fel de simplă ca inversarea benzilor de frecvență în jurul unui punct static la diverse metode complexe de schimbare a punctului de inversare aleatoriu și în timp real și folosind mai multe benzi. 
„Scramblerele” utilizate în televiziunea prin cablu sunt concepute pentru a preveni eventualul furt de semnal, fără a oferi o securitate reală. Versiunile anterioare ale acestor dispozitive au „inversat” pur și simplu o componentă importantă a semnalului TV, inversând-o din nou la capătul dinspre client. Dispozitivele ulterioare au fost doar puțin mai complexe, filtrarea completă a componentei și apoi adăugarea acesteia prin examinarea altor porțiuni ale semnalului. În ambele cazuri, circuitele pot fi construite cu ușurință de către orice hobbyist.

## Descrambling
Descrambling, în contextul televiziunii prin cablu este actul de a lua un semnal video scramblat sau criptat care a fost furnizat de o companie de televiziune prin cablu pentru servicii de televiziune premium, procesat de un scrambler și apoi furnizat printr-un cablu coaxial și livrat particularilor, unde un set top box reprocesează semnalul, descifrându-l și făcându-l disponibil pentru vizionarea pe televizor. Un descrambler este un dispozitiv care restaurează imaginea și sunetul unui canal codat. Un descrambler trebuie folosit cu o casetă de convertizor de cablu pentru nu capta toate canalele premium și pay-per-view ale unui sistem de televiziune prin cablu.